# Eumerus rufomaculatus
Eumerus rufomaculatus är en tvåvingeart som beskrevs av Peck 1966. Eumerus rufomaculatus ingår i släktet månblomflugor, och familjen blomflugor. Inga underarter finns listade i Catalogue of Life.